# Paretisus
Paretisus is een geslacht van kreeftachtigen uit de klasse van de Malacostraca (hogere kreeftachtigen).

## Soort
- Paretisus globulus Ward, 1933